# Звонимир Гмайнички
Звонимир Гмайнички (хорв. Zvonimir Gmajnički, 1906  — 25 лютого 1983, Загреб) — югославський футболіст, що грав на позиції захисника. Відомий виступами за клуб «Граджянскі» (Загреб), у складі якого був чемпіоном Югославії.

## Клубна кар'єра
Дебютував у офіційному матчі в складі «Граджянскі» (Загреб) 17 липня 1927 року у фінальному матчі кубка Загреба проти ХАШКа, що завершився перемогою 4:2. Виступав у команді до 1930 року. 
В 1928 році став переможцем кубка і чемпіонату Загреба, а також чемпіоном Югославії. Команда здобула чотири перемоги і одного разу програла в одноколовому ліговому турнірі для шести учасників. Гмайнички зіграв в чотирьох матчах із п'яти.
По завершенні сезону чемпіон переміг 5:1 «Югославію» у відбірковому матчі за право зіграти у зіграти міжнародному турнірі для провідних клубів Центральної Європи — Кубку Мітропи. В 1/4 фіналу змагань «Граджянські» обіграв у першому матчі чемпіона Чехословаччини клуб «Вікторію» — 3:2. Проте, у матчі відповіді упевнену перемогу святкували суперники — 1:6.
Загалом у складі «Граджянскі» зіграв у 1927—1930 роках у 47 офіційних іграх і забив 1 м'яч. Серед них 12 матчів у чемпіонаті Югославії, 26 матчів і 1 гол у чемпіонаті Загреба, 6 матчів у кубку Загреба, 2 матчі у кубку Мітропи, 1 матч у кваліфікації до кубку Мітропи.

## Трофеї і досягнення
- Чемпіон Югославії: 1928
- Чемпіон футбольної асоціації Загреба: 1927-28
- Володар кубка Загреба: 1927, 1928